# Vera Lagoa
Maria Armanda Pires Falcão, mais conhecida pelo seu pseudónimo Vera Lagoa (Ilha de Moçambique, 25 de Dezembro de 1917 – Lisboa, 19 de Agosto de 1996), foi uma jornalista, cronista e empresária portuguesa. Foi a primeira locutora da televisão em Portugal. Foi a primeira jornalista a ser processada por um presidente da república.

## Biografia

### Primeiros anos
Maria Armanda Falcão nasceu em Moçambique quando esta ainda era colónia de Portugal, filha de Armando Augusto Pires Falcão (Lisboa, São Sebastião da Pedreira, 21 de Novembro de 1880), oficial do exército, e de sua segunda mulher Beatriz Lúcia Coelho (Lisboa, São José), e irmã de Armando Pires Falcão (Ilha de Moçambique, 18 de Agosto de 1916). Do primeiro casamento de seu pai, com Palmira Leopoldina de Pinho (Lisboa), tinha uma meia-irmã mais velha, Maria Isabel Pires Falcão (Lisboa, São José, 1905), casada na Ilha de Moçambique a 21 de Maio de 1921 com Fortunato Abrantes de Andrade Pissarra.
Maria Armanda não teve oportunidade de prosseguir os estudos para além da 4.ª classe da instrução primária, sendo que a cultura e conhecimentos que depois adquiriu se ficaram a dever ao auxílio de amigos do seu pai e ao facto de ser autodidacta. Devido às dificuldades financeiras da sua família, Maria Armanda começou a trabalhar aos 16 anos, como secretária do Arsenal da Marinha. Entre 1919 e 1920, o pai foi condecorado com graus honoríficos da Ordem Militar da Torre e Espada da Ordem Militar de Avis. Participou também na Noite Sangrenta. No entanto, em 1931, acabou por ser demitido do exército, no posto de major de infantaria, e foi deportado para Cabo Verde, por ter apoiado o levantamento militar nos Açores contra a Ditadura Nacional, tendo sido abrangido por uma amnistia do Ministério do Interior de 1932; contudo, não foi reintegrado no Exército, por motivos políticos. Depois de muita persistência de Maria Armanda, que apresentou sucessivos requerimentos para o efeito, invariavelmente indeferidos durante mais de 30 anos, o pai foi postumamente reintegrado no Exército a 1 de março de 1979, no posto de coronel.

### Primeira locutora da RTP
Apareceu ao lado de Raul Feio na primeira transmissão experimental da RTP do dia 4 de Setembro de 1956, já com quase 40 anos, na Feira Popular de Lisboa, então na Palhavã, onde hoje é a estação do metropolitano Praça de Espanha. Nesta noite, apresentou um documentário sobre ourivesaria. 
Tudo começou quando ela era secretária e estavam à procura de uma locutora. Foi falar com o responsável da emissora e disse-lhe que estava interessada nesse lugar. Passou nos testes, mas com uma condição: não podia aparecer de cabelo preto. Afirmou que a transmissão tinha corrido bem e os cenários eram tão simples que eram de plástico. Era tudo improvisado, com 20 televisores espalhados pela Feira. Como não havia o VT, a transmissão foi gravada em filme. Maria Armanda Falcão tinha todos os predicados para ser uma boa locutora, contudo, foi dispensada dessa função, por "excesso de personalidade": recusava-se a dizer, no final da emissão, «Até amanhã, se Deus quiser», por ser agnóstica. 
Maria Armanda Falcão opôs-se ao Estado Novo, ajudando os presos políticos e os militantes comunistas, alguns dos quais escondeu na sua casa em Lisboa. Apoiou a candidatura de Humberto Delgado em 1958, tendo sido secretária de Humberto Delgado durante a campanha eleitoral para a Presidência da República, levando-a a ser interrogada pela PIDE.

### Cronista social
Frustrada a sua carreira de locutora televisiva, em 1966 tornou-se jornalista no Diário Popular, com a sua crónica social Bisbilhotices (título que ela detestava e que lhe foi imposto sem o seu conhecimento). Recriou os concursos de Miss Portugal. Foi então que surgiu o seu pseudónimo Vera Lagoa, sugerido pelo seu amigo Luís de Sttau Monteiro, durante um jantar: 'Vera', por significar autêntica ou verdadeira, e 'Lagoa' por ser o nome do vinho que estava na mesa. Os seus artigos eram marcadamente irreverentes e, após a Revolução de 25 de Abril de 1974, acabou por sair do Diário Popular, de relações cortadas com Francisco Pinto Balsemão, devido às constantes interferências censórias do administrador, e também devido à conotação da sua crónica social com o regime do Estado Novo, o que passou a ser mal visto após a Revolução de 25 de Abril de 1974.

### Directora deO Diabo
Depois do 25 de Abril, durante algum tempo foi militante do Partido Socialista, mas depressa se desiludiu com o novo regime democrático. Mulher vertical, independente e insubmissa, conhecedora dos bastidores da sociedade portuguesa e de muitas das suas figuras destacadas da cultura da política, ficou revoltada com a quantidade de "oportunistas" e de "hipócritas" que dantes eram apoiantes, cumpridores e agradecidos do Estado Novo e que de um momento para o outro se tornaram vociferantes radicais da extrema-esquerda, perseguidores de quem não lhes seguisse o exemplo. Denunciou alguns deles no livro Revolucionários que Eu Conheci.
Escreveu no semanário Tempo, dirigido por Nuno Rocha, inflamados artigos contra o PREC e contra as figuras do regime, como Vasco Gonçalves ou Costa Gomes. Mais tarde, sentindo-se cerceada, saiu e em 10 de Fevereiro de 1976 fundou o seu próprio jornal, de que foi directora vitalícia, O Diabo, homónimo de um jornal dos anos 30, anti-salazarista. 
«Não gosto de si. O senhor é muito feio!», assim terminava o editorial O senhor Gomes de Chaves, publicado n’O Diabo, em Fevereiro de 1976, sobre o então Presidente da República, Costa Gomes. Passadas poucas semanas, o Conselho da Revolução suspendia o jornal. 
Vera Lagoa cria então novo semanário, O Sol, com a mesma linha editorial, que sofreu um atentado à bomba logo depois dos primeiros números, tendo ficado com sequelas cardíacas. Mudou então a redacção e a impressão do jornal para o Porto, onde esteve durante algum tempo. A suspensão d'O Diabo terminara, entretanto, voltando a ser publicado a partir de 16 de Fevereiro de 1977.
Mulher de causas, Vera Lagoa, defendeu as vítimas da descolonização e os injustiçados do PREC, como Antónia Ramalho, mãe de António Ramalho Fialho, o homem que foi, bárbara e arbitrariamente, assassinado a tiros de G3, com Conceição Santos, sua companheira de viagem, gravemente ferida, por militares às portas do RALIS, a 12 de Março de 1975, depois de terem ido ao local apreciar os danos causados pelo ataque da véspera. Vera compara a brutalidade entre a ditadura e os revolucionários evocando a memória de quando o seu próprio filho foi espancado pela polícia do regime deposto.
Foi a promotora das manifestações anuais patrióticas do feriado 1.º de Dezembro. Manifestou-se empenhadamente contra a reeleição de Ramalho Eanes em 1980, pelas suas atitudes políticas ambíguas, por ser apoiado pelos comunistas e por querer perpetuar o poder do Conselho da Revolução. Pugnou por uma investigação apurada à queda do avião que matou Sá Carneiro e seus acompanhantes, que, juntamente com Augusto Cid, considerava ter sido um atentado bombista.

### Vida pessoal
A 20 de agosto de 1938, casou civilmente em Lisboa, aos 20 anos (ainda menor e com autorização parental), com Francisco António de Gusmão Fiuza, então de 24 anos, funcionário do Estado, natural de Lisboa (freguesia dos Anjos), filho de António Narciso da Cunha Fiuza, natural de Ponte de Lima, e de Beatriz Maria Marta Botelho de Gusmão Fiuza, doméstica, natural de Ponta Delgada. Deste casamento teve um filho, Armando Falcão de Gusmão Fiúza, e quatro netos: José Manuel Fiúza, Rita Fiúza (Al-Merei, pelo casamento), Pedro Fiúza e Clara Fiúza. Por sentença judicial do Tribunal da Comarca de Lourenço Marques, transitada em julgado a 20 de agosto de 1943, os dois divorciaram-se litigiosamente.
Aos 40 anos, casou com José Manuel Tengarrinha, oposicionista do regime, com quem esteve casada até aos 50 anos.
Aos 60 anos, casou com José Rebordão Esteves Pinto (Fundão, 4 de março de 1932 – 4 de agosto de 2017), jornalista e antigo oficial das Forças Armadas, com quem refundou o semanário O Diabo, estando o seu marido ligado aos Movimento de Ação Portuguesa e ao Exército de Libertação de Portugal, de extrema-direita.
Morreu de ataque cardíaco, em 1996, aos 78 anos.

## Obras
- 1968 - Bisbilhotices [26]
- 1975 - Crónicas do Tempo : 5-6-75 - 2-10-75 [27]
- 1977 - Revolucionários que eu conheci [16][3]
- 1978 - A cambada: crónicas da liberdade adaptadas e baseadas nos artigos da autora publicados em "O Diabo" - "O Sol", "O Pais" e "O Diabo" [28]
- 1980 - Eanes nunca mais! [29]

## Reconhecimento
Em 1977, o cartunista José Vilhena publicou o livro Vera Lagoa meteu a pata na poça! que compilava uma série de fictícias respostas satíricas das personalidades visadas por Vera no seu livro Revolucionários que Eu Conheci.
Foi capa da revista Nova Gente que substitui a revista Gente depois do 25 de Abril.
É uma das personalidades referidas no livro Lisboa, Anos 70, de Joana Stichini Vilela, publicado em 2014.
É também mencionada em livros como O Botequim da Liberdade, Faça-se Justiça!, Memórias da vida e da rádio de afectos, entre outros.
Foi retratada na série 3 Mulheres do realizador português Fernando Vendrell pela actriz Maria João Bastos, que estreou na RTP em 2018. Snu Abecassis e Natália Correia foram as outras duas mulheres homenageadas pela série.
Em 2021, foi lançada pela Oficina do Livro, a sua biografia escrita pela historiadora Maria João da Câmara.
No dia 1 de Outubro de 2024, estreou a série de cinco episódios intitulada "A Grande Provocadora" da rádio Observador, que percorre alguns dos episódios mais marcantes da sua vida.
Uma das ruas da freguesia de São Domingos de Benfica (Lisboa) tem o seu nome.